# Spruance osztály
A Spruance osztály rombolóosztály, melyet az USA haditengerészete rendelt meg az 1960-as években. Eredetileg 30 hajóra szólt a szerződés, de később rendeltek egy 31. darabot is. A hajók elsődleges feladata a tengeralattjárók elleni hadviselés volt, de fegyverzetük alkalmassá tette őket felszíni hajók és repülőgépek elleni küzdelemre, valamint part menti szárazföldi célpontok támadására is.
Az első 30 darab a DD-963-tól DD-992-ig terjedő lajstromszámot kapta, a 31. (Hayler) pedig a DD-997-est.
1974-ben az iráni sah, Mohammad Reza Pahlavi 6 db hajót rendelt a Császári Iráni Haditengerészet számára, amit előbb 4-re (IIS Kuros, IIS Darius, IIS Nader, IIS Anosirván) csökkentettek le, míg végül a megrendelést az iráni iszlám forradalom győzelme, a sah bukása miatt törölték. Ezt a 4 hajót az USA haditengerészete megvásárolta és Kidd osztályként állította hadrendbe az 1980-as évek elején, majd 2005-ben átadtak Tajvan haditengerészete számára.
Az ezredforduló táján fokozatosan kivonták őket a hadrendből. Az utolsó egység - a Cushing - 2005. szeptember 21-ig állt szolgálatban.

## Egységek
| Név               | Lajstromszám | Szolgálati idő | Sors                                                               | US Navy link |
| ----------------- | ------------ | -------------- | ------------------------------------------------------------------ | ------------ |
| Spruance          | DD-963       | 1975-2005      | A hadrendből kivonták, egy hadgyakorlaton elsüllyesztették         |              |
| Paul F. Foster    | DD-964       | 1976-2003      | Hadrendben áll mint EDD-964                                        |              |
| Kinkaid           | DD-965       | 1976-2003      | A hadrendből kivonták, egy hadgyakorlaton elsüllyesztették         |              |
| Hewitt            | DD-966       | 1976-2001      | Hadrendből kivonták, szétszerelték                                 |              |
| Elliot            | DD-967       | 1977-2003      | A hadrendből kivonták, egy hadgyakorlaton elsüllyesztették         |              |
| Arthur W. Radford | DD-968       | 1977-2003      | A hadrendből már kivonták, hadgyakorlaton fogják elsüllyeszteni    |              |
| Peterson          | DD-969       | 1977-2002      | A hadrendből kivonták, egy hadgyakorlaton elsüllyesztették         |              |
| Caron             | DD-970       | 1977-2001      | A hadrendből kivonták, egy hadgyakorlaton elsüllyesztették         |              |
| David R. Ray      | DD-971       | 1977-2002      | A hadrendből már kivonták, szétszerelésre vagy elsüllyesztésre vár |              |
| Oldendorf         | DD-972       | 1978-2003      | A hadrendből kivonták, egy hadgyakorlaton elsüllyesztették         |              |
| John Young        | DD-973       | 1978-2002      | A hadrendből kivonták, egy hadgyakorlaton elsüllyesztették         |              |
| Comte de Grasse   | DD-974       | 1978-1998      | A hadrendből kivonták, egy hadgyakorlaton elsüllyesztették         |              |
| O'Brien           | DD-975       | 1977-2004      | A hadrendből kivonták, egy hadgyakorlaton elsüllyesztették         |              |
| Merrill           | DD-976       | 1978-1998      | A hadrendből kivonták, egy hadgyakorlaton elsüllyesztették         |              |
| Briscoe           | DD-977       | 1978-2003      | A hadrendből kivonták, egy hadgyakorlaton elsüllyesztették         |              |
| Stump             | DD-978       | 1978-2004      | A hadrendből kivonták, egy hadgyakorlaton elsüllyesztették         |              |
| Conolly           | DD-979       | 1978-1998      | A hadrendből kivonták, múzeumnak vagy emlékműnek adományozható     |              |
| Moosbrugger       | DD-980       | 1978-2000      | A hadrendből kivonták, szétszerelésre vár                          |              |
| John Hancock      | DD-981       | 1978-2000      | A hadrendből kivonták, szétszerelésre vár                          |              |
| Nicholson         | DD-982       | 1979-2002      | A hadrendből kivonták, egy hadgyakorlaton elsüllyesztették         |              |
| John Rodgers      | DD-983       | 1979-1998      | A hadrendből kivonták, szétszerelése folyamatban                   |              |
| Leftwich          | DD-984       | 1979-1998      | A hadrendből kivonták, egy hadgyakorlaton elsüllyesztették         |              |
| Cushing           | DD-985       | 1979-2005      | A hadrendből kivonták, külföldi haderőnek értékesíthető            |              |
| Harry W. Hill     | DD-986       | 1979-1998      | A hadrendből kivonták, egy hadgyakorlaton elsüllyesztették         |              |
| O'Bannon          | DD-987       | 1979-2005      | A hadrendből kivonták, külföldi haderőnek értékesíthető            |              |
| Thorn             | DD-988       | 1980-2004      | A hadrendből kivonták, egy hadgyakorlaton elsüllyesztették         |              |
| Deyo              | DD-989       | 1980-2003      | A hadrendből kivonták, egy hadgyakorlaton elsüllyesztették         |              |
| Ingersoll         | DD-990       | 1980-1998      | A hadrendből kivonták, egy hadgyakorlaton elsüllyesztették         |              |
| Fife              | DD-991       | 1980-2003      | A hadrendből kivonták, egy hadgyakorlaton elsüllyesztették         |              |
| Fletcher          | DD-992       | 1980-2004      | A hadrendből kivonták, külföldi haderőnek értékesíthető            |              |
| Hayler            | DD-997       | 1983-2003      | A hadrendből kivonták, egy hadgyakorlaton elsüllyesztették         |              |